# Joué-sur-Erdre

Localització de Joué-sur-Erdre

Joué-sur-Erdre (en bretó Yaoued) és un municipi francès, situat a la regió de país del Loira, al departament de Loira Atlàntic, que històricament va formar part de la Bretanya. L'any 2006 tenia 1.901 habitants. Limita al nord-oest amb Abbaretz, al nord amb La Meilleraye-de-Bretagne, al nord-est amb Riaillé, a l'oest amb Saffré, a l'est amb Trans-sur-Erdre, al sud-oest amb Nort-sur-Erdre, al sud amb Les Touches i al sud-est amb Trans-sur-Erdre

## Demografia
| Evolució de la població Cassini i INSEE |      |      |      |      |      |      |      |      |
| 1793                                    | 1800 | 1806 | 1821 | 1831 | 1836 | 1841 | 1846 | 1851 |
| 1943                                    | 2007 | 2109 | 2452 | 2709 | 2656 | 2520 | 2566 | 2580 |

| 1856 | 1861 | 1866 | 1872 | 1876 | 1881 | 1886 | 1891 | 1896 |
| ---- | ---- | ---- | ---- | ---- | ---- | ---- | ---- | ---- |
| 2617 | 2684 | 2779 | 2664 | 2796 | 2831 | 2879 | 2901 | 2803 |

| 1901 | 1906 | 1911 | 1921 | 1926 | 1931 | 1936 | 1946 | 1954 |
| ---- | ---- | ---- | ---- | ---- | ---- | ---- | ---- | ---- |
| 2804 | 2764 | 2806 | 2528 | 2524 | 2354 | 2302 | 2112 | 2029 |

| 1962 | 1968 | 1975 | 1982 | 1990 | 1999 | 2006 | 2011 | 2016 |
| ---- | ---- | ---- | ---- | ---- | ---- | ---- | ---- | ---- |
| 1755 | 1882 | 1724 | 1764 | 1740 | 1690 | -    | -    | -    |

| 2019 | - | - | - | - | - | - | - | - |
| ---- | - | - | - | - | - | - | - | - |
| -    | - | - | - | - | - | - | - | - |

## Administració
| Període   | Identitat           | Partit        |
| --------- | ------------------- | ------------- |
| 2001-2008 | Hervé Lubert        | Divers droite |
| 2008-     | Jean-Pierre Belleil |               |

## Galeria d'imatges

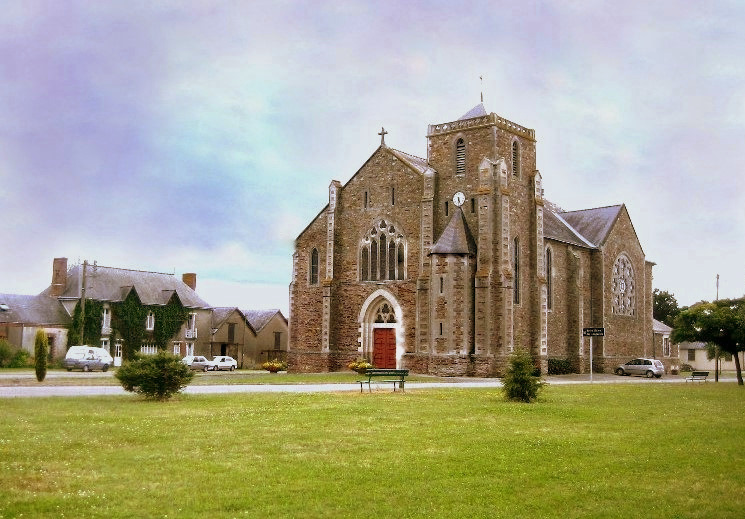
Església Notre-Dame-des-Langeurs
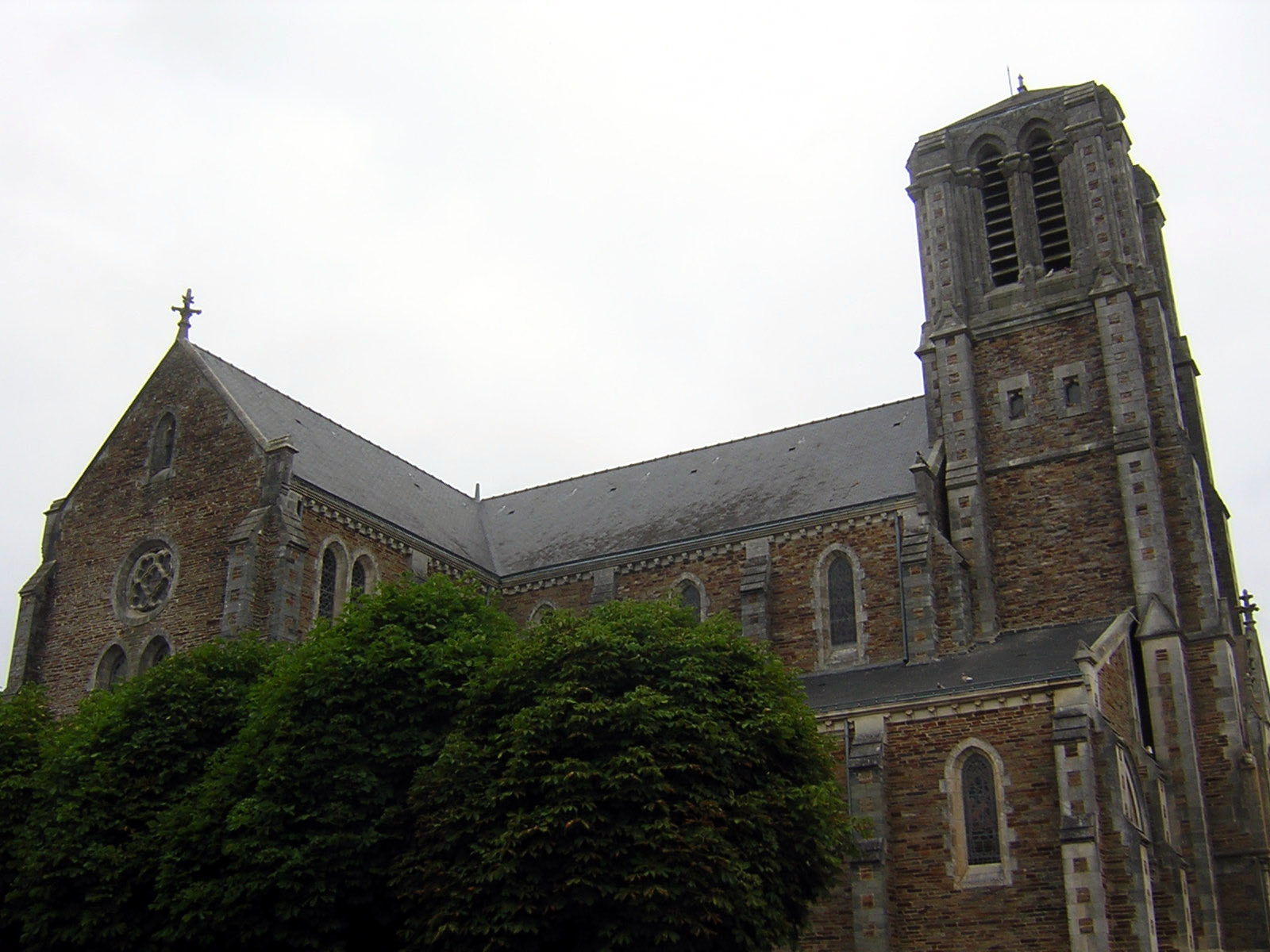
Església de St Léger
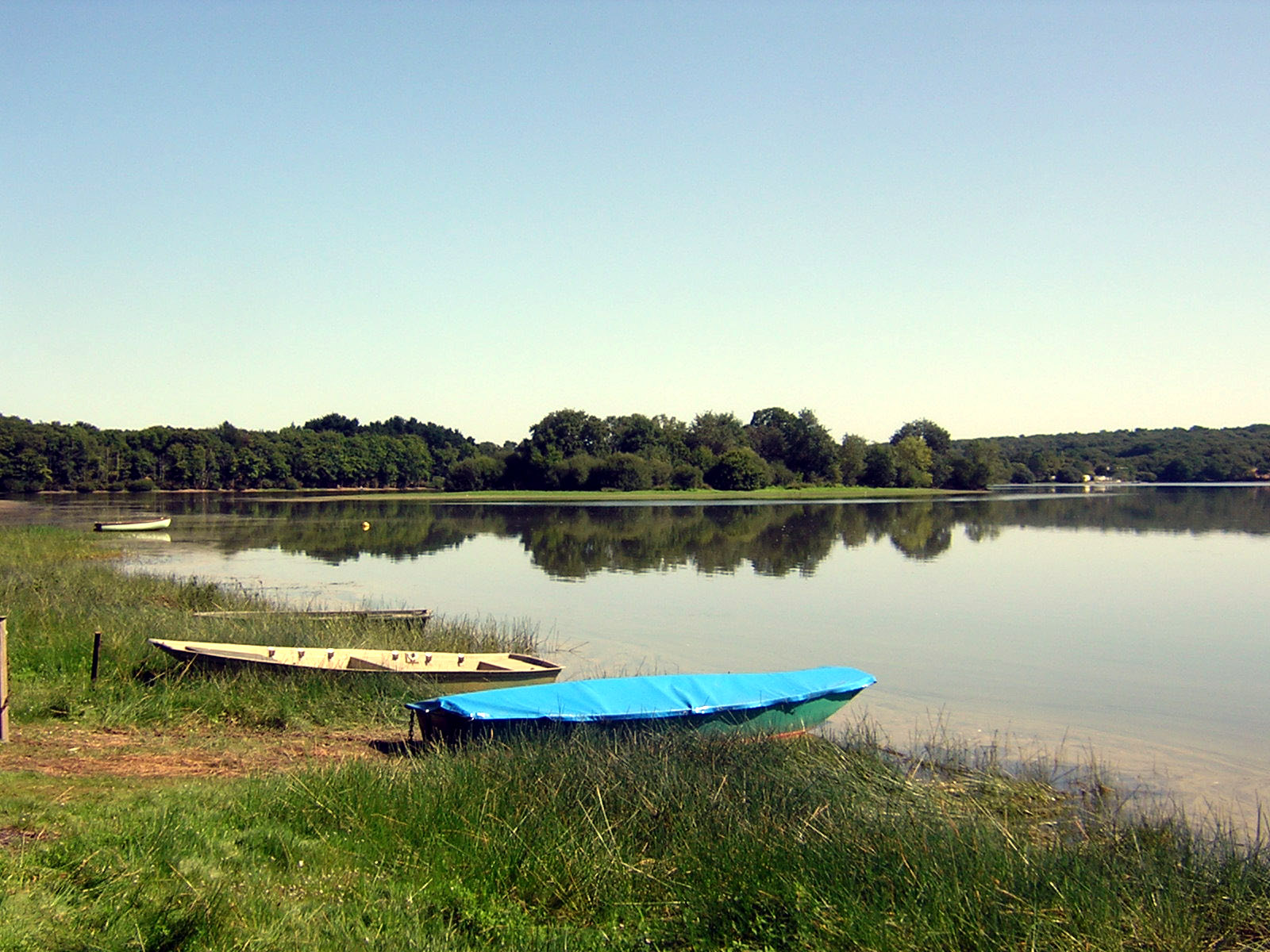
Estany Vioreau
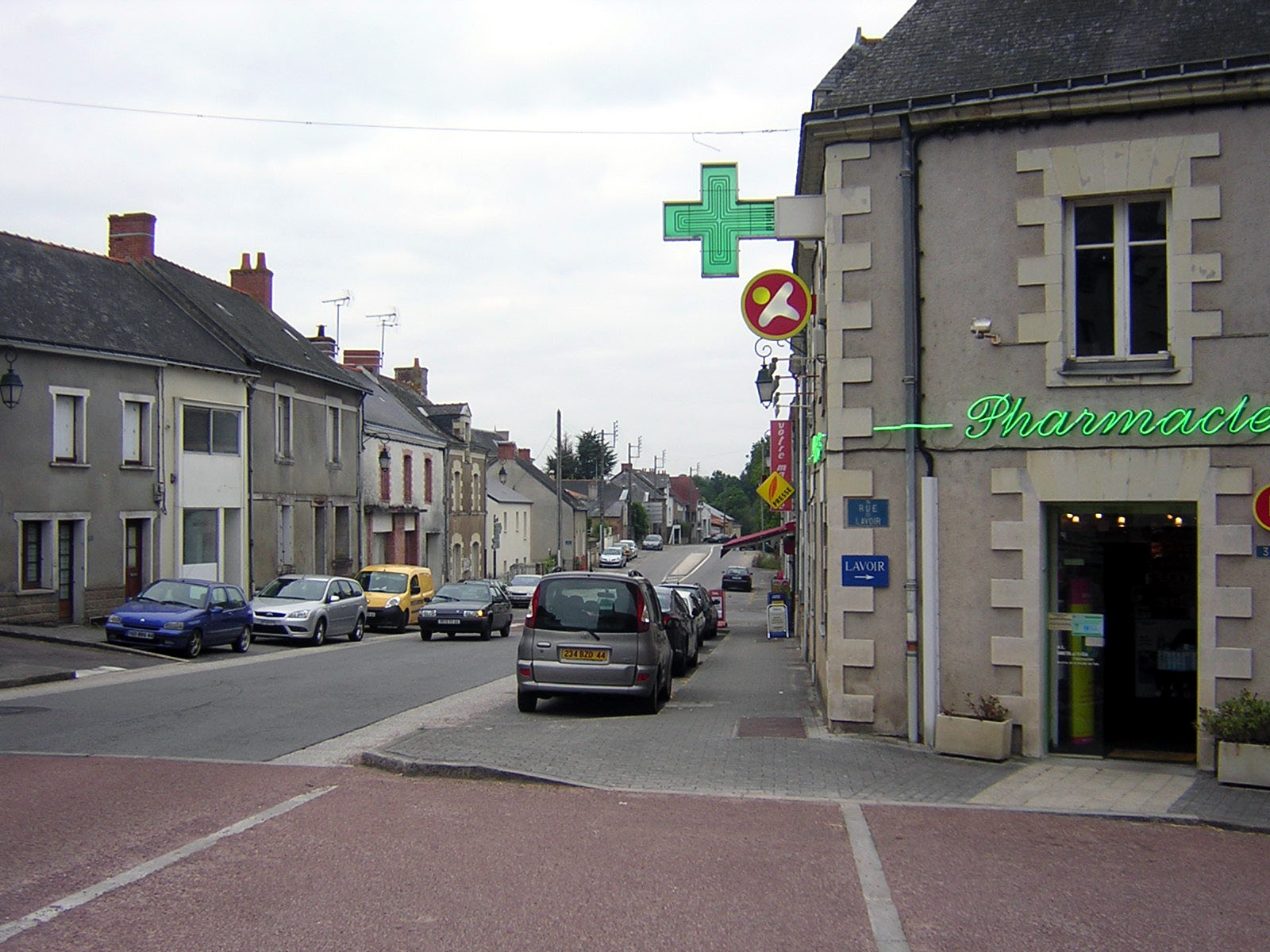